# Pero spina
Pero spina är en fjärilsart som beskrevs av Robert W. Poole 1987. Pero spina ingår i släktet Pero och familjen mätare. Inga underarter finns listade i Catalogue of Life.